# Iveta Radičová
Iveta Radičová, rozená Karafiátová (* 7. prosince 1956, Bratislava), je slovenská socioložka a politička. Od července 2010 do dubna 2012 zastávala funkci předsedkyně vlády Slovenské republiky jako první žena v tomto úřadu. Od listopadu 2011 do dubna 2012 působila také ve funkci ministryně obrany Slovenské republiky.
V červnu 2010 byla zvolena poslankyní do Národní rady Slovenské republiky za Slovenskou demokratickou a kresťanskou unii – Demokratickou stranu, v den jmenování premiérkou v důsledku klouzavého mandátu přestala vykonávat poslaneckou funkci, v parlamentu již zasedala v letech 2006–2009. 11. října 2011 nebyla jejímu kabinetu vyslovena důvěra zákonodárným orgánem.
V období 2005–2006 zastávala post ministryně práce, sociálních věcí a rodiny v druhé Dzurindově vládě. V prezidentských volbách 2009 postoupila do 2. kola, v němž byla poražena Ivanem Gašparovičem.

## Politické aktivity

### Občanské postoje a aktivity před listopadem 1989
Nikdy nesympatizovala s komunistickým režimem v Československu. Její kolegyně Mária Malíková o ní řekla, že se nikdy netajila svou nevolí pracovat pod ideologickým diktátem; byla i svědkem, jak Radičová odmítla členství v  KSS a veřejně projevila nesouhlas s nedemokratickým, totalitním režimem.
V roce 1987 se podílela i na tvorbě publikace Bratislava/nahlas, která kritizovala totalitní režim (zejména v oblastech, které se týkaly přírodních složek prostředí, kulturně-historických složek prostředí a sociálního prostředí). Jako autorka však není nikde uvedena, její spolupráci potvrdil Ján Budaj.
Počátkem podzimu 1989 spoluiniciovala dopis prezidentu Gustávu Husákovi, ve kterém protestovala proti uvěznění Bratislavské pětky. Riskovala tím přinejmenším svoji kariéru.

### Porevoluční aktivita
Tak jako mnozí jiní sociologové, patřila k těm, kteří zakládali VPN. Jistý čas byla jejím mluvčím. Stála též u zrodu slovenské pobočky ODS. ODÚ-VPN se jí zdála jako málo pravicová. Mimo jiné odmítla rozdělení federace bez referenda, což jí hrubě vyčítali Ivan Gašparovič, Robert Fico, Ján Slota v prezidentské kampani v roce 2009 s tím, že nemá právo stát se prezidentkou republiky, když odmítla její vznik.
V roce 1992 byly na Slovensku proreformní a pročeskoslovenské strany značně rozdrobeny a ve volbách zvítězila nacionalistická HZDS. V témže roce se Radičová z politiky na 13 let stáhla.

### Návrat do politiky
Po skandálu jejího předchůdce, ministra práce, sociálních věcí a rodiny Ľudovíta Kaníka, ve kterém figurovaly strukturální fondy, ji tehdejší premiér Mikuláš Dzurinda v říjnu 2005 povolal do ministerského křesla. Tehdy byla ředitelkou Sociologického ústavu při Slovenské akademii věd. Ze začátku se odmítla zařadit jako politička, spíš se profilovala jako specialistka, aktivistka třetího sektoru a mentorka. Na rozdíl od předchozího ministra rozuměla problémům sociální analýzy a inkluze. Věděla, jaké mají sociální reformy dopady na obyvatelstvo, přičemž poctivě zachovávala pravicovou linii Dzurindovy vlády.
Počáteční odmítání politických struktur ustoupilo a po 13 měsících v ministerském křesle Radičová v listopadu 2006 vstoupila do SDKÚ-DS, kde byla záhy zvolena místopředsedkyní a stala se též nejoblíbenější tváří této strany. Po nástupu Roberta Fica odešla se svou stranou do opozice a stala se poslankyní. Ve volbách v roce 2006 získala 205 538 preferenčních hlasů, nejvíc v rámci SDKÚ.
V letech 2006 až 2009 byla poslankyní Národní rady Slovenska za SDKÚ-DS. 23. dubna 2009 se vzdala poslaneckého mandátu poté, co vyšlo najevo, že v parlamentu neoprávněně hlasovala za jinou poslankyni SDKÚ Tatianu Rosovou. Odmítla, že se jednalo o podvod, své chování vysvětlila tím, že šlo o zkratovou situaci a věděla, jak chce její kolegyně hlasovat (Rosová prezentovala svůj vlastní postoj před poslanci), i to, že by se prý nestihla přesunout od řečnického pultu ke své lavici. Poprvé na Slovensku se poslanec vzdal mandátu s vysvětlením, že udělal chybu.

### Účast v prezidentských volbách 2009

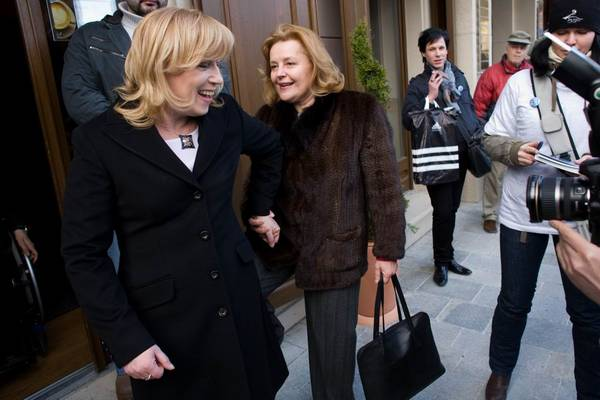
Iveta Radičová a Magda Vášáryová během kampaně prezidentských voleb

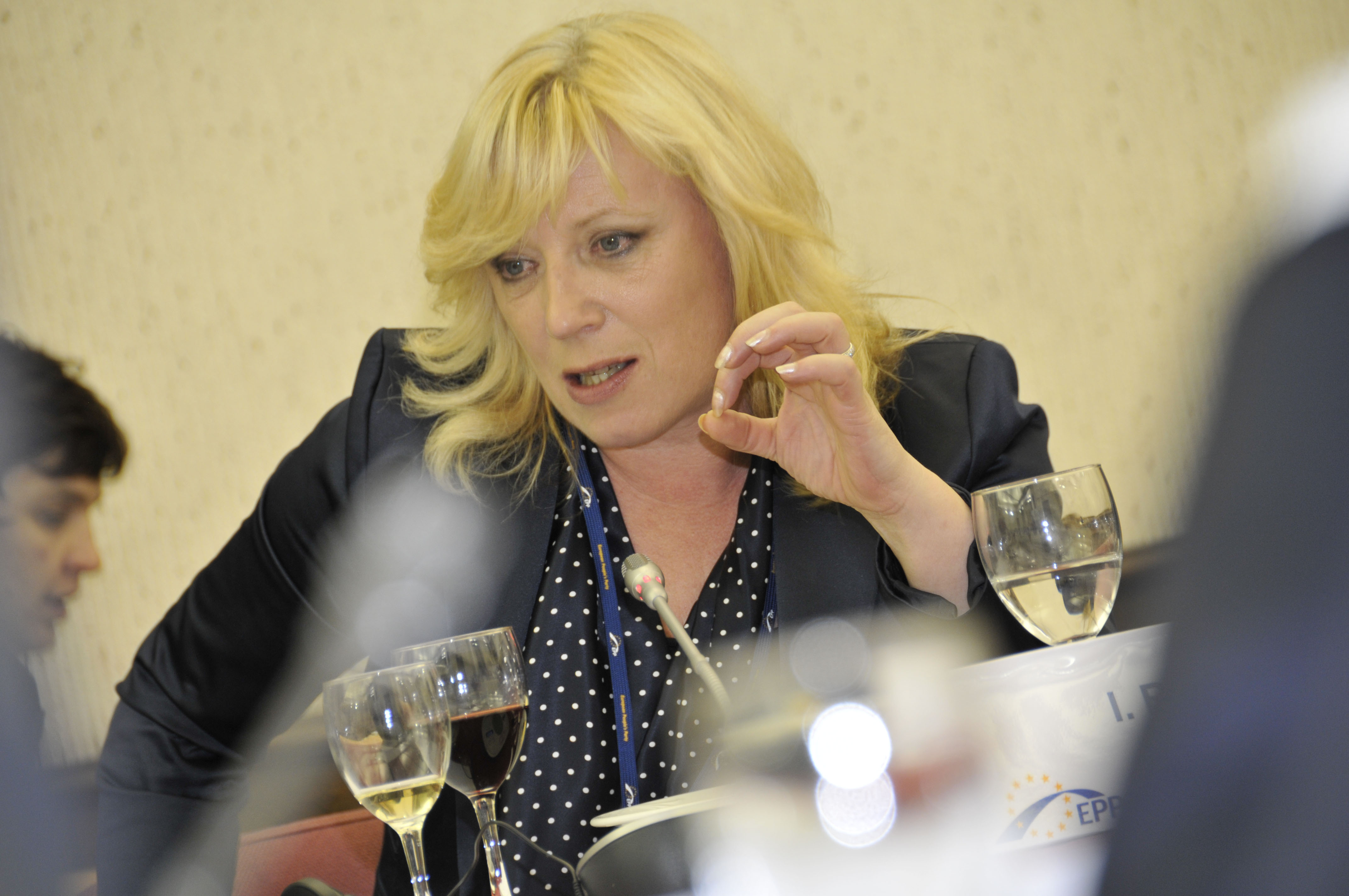
Radičová na summitu Evropské lidové strany, 2010

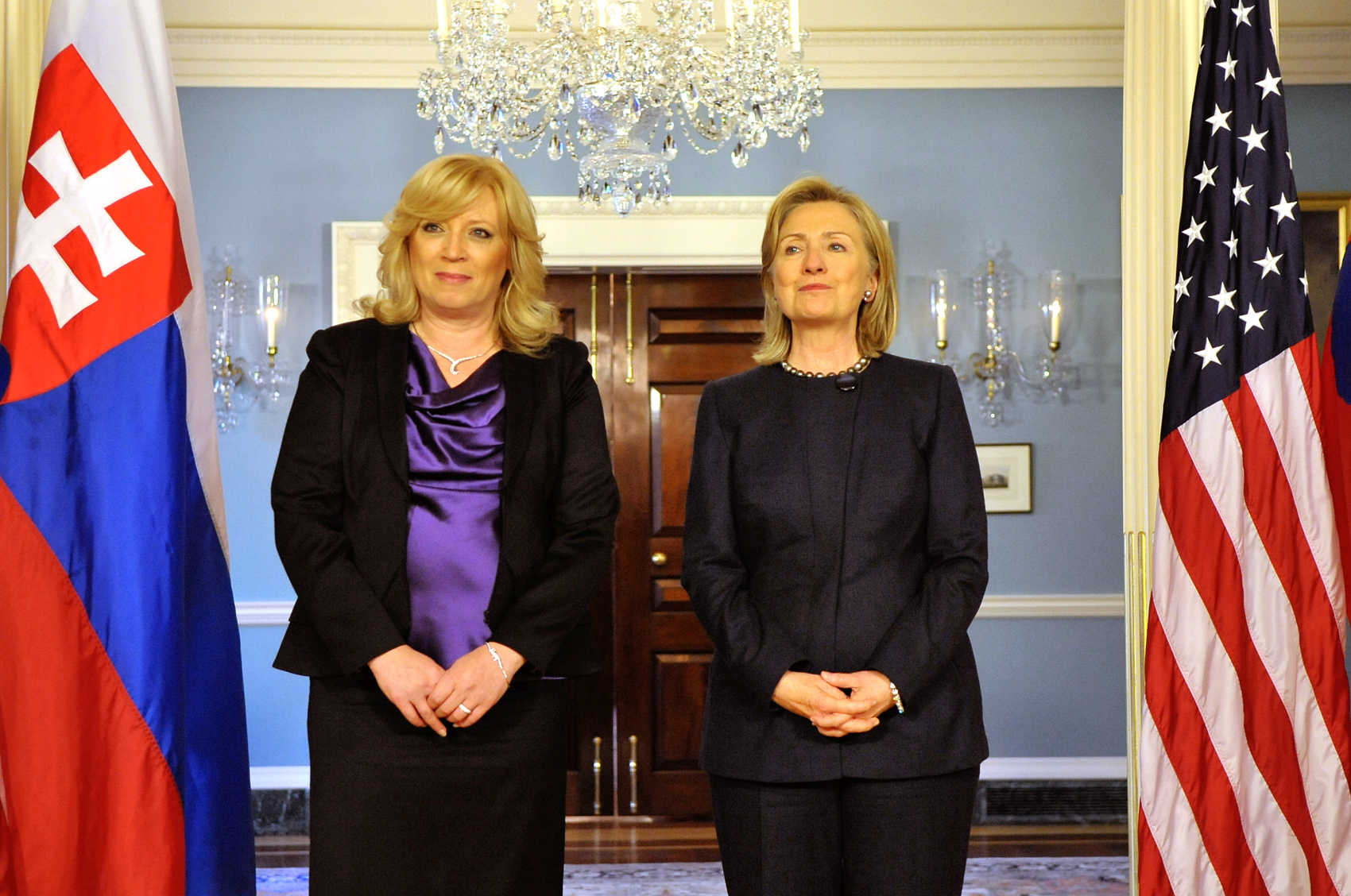
Radičová při setkání s Hlilary Clintonovou

V prezidentských volbách kandidovala jako občanská i politická kandidátka, tzn. její kandidaturu navrhli jednak poslanci a jednak občané v petici. V prvním kole voleb 21. března 2009 se umístila na druhém místě se ziskem 38,05 % (713 735 hlasů) za Ivanem Gašparovičem a postoupila s ním do druhého kola voleb. Ve druhém kole vyhrál Ivan Gašparovič se ziskem 55,5 % hlasů. Iveta Radičová získala 44 % při volební účasti 51 % voličů. Do druhého kola prezidentských voleb se dostala jako první žena v historii Slovenska. Kromě vlastní politické strany SDKÚ-DS jí vyjádřily podporu další dvě parlamentní strany opozice: Kresťanskodemokratické hnutie, Strana maďarskej koalície - Magyar Koalíció Pártja, mimoparlamentní subjekt OKS a mnoho intelektuálů a osobností. Ze zahraničních osobností ji podpořil např. Václav Havel.

### Situace po parlamentních volbách 2010
V červnu 2010 vedla stranu SDKÚ-DS do parlamentních voleb, kde strana získala 15,42 % hlasů. Skončila tak na druhém místě za vítěznou stranou SMER (34,79 % hlasů). Iveta Radičová opět s velkým náskokem vyhrála preferenční hlasování, když získala 223 762 „kroužků“, čili 57,36 % ze všech hlasů. Sestavením vlády byl sice nejprve pověřen předseda strany SMER Robert Fico. Protože ale nezískal dostatečnou podporu ve slovenském parlamentu, byla pověřena sestavením vlády Radičová.
Po parlamentních volbách 2010 byla kandidátkou nejsilnější pravicové strany SDKÚ-DS na post předsedkyně vlády Slovenska. 23. června 2010 ji prezident republiky pověřil sestavením vlády, tudíž se stala designovanou předsedkyní vlády Slovenské republiky. Následně sestavila vládu s SaS, KDH a Mostem-Híd. Tyto strany měly v novém parlamentu těsnou většinu 79 křesel. Všechny den po volbách odmítly spolupráci se Smerem-SD a SNS. Richard Sulík navštívil Radičovou v jejím štábu během volební noci několik hodin po vyhlášení exit-polls. S Jánem Figelem a Bélou Bugárem si hned psala SMS zprávy.
Radičová vykonávala svůj poslanecký mandát pouze několik hodin, nejméně ze všech zvolených poslanců. Mandát jí sice vznikl volbou, ale funkci začala vykonávat až na slavnostní schůzi nového parlamentu, a to složením slibu 8. července 2010 v 10:38. Krátce po půl deváté hodině večer ji prezident jmenoval premiérkou Slovenska, čímž sice její mandát nezanikl, ale přestal se uplatňovat (tzv. klouzavý mandát, přešel na náhradníka kandidátní listiny). Ostatní ministři byli jmenováni 9. července v 9 hodin ráno.

### Odchod z politiky
Dne 3. května 2012 oznámila odchod ze své strany SDKÚ-DS.

## Vzdělání
Studovat začala v roce 1975 na filozofické fakultě Univerzity Komenského. Studium ukončila v roce 1979. V roce 1981 jí zde byl udělen titul PhDr. za práci Kvantitatívny a kvalitatívny výskum. Poté absolvovala postdoktorandské studium na Oxford University v roce 1990. Habilitovala se opět na Univerzitě Komenského v roce 1997. Titul docentky získala za habilitační práci Križovatky sociálneho poznania – problémy sociálnej politiky. Profesorkou se stala v roce 2005, její dílo mělo název Procesy sociálnej inklúzie a exklúzie. Ph.D. jí byl udělen ve Slovenské akademii věd (práce Typologická metóda v sociálnych vedách). Doktorské studium absolvovala v letech 1983 až 1986.
Mluví plynně anglicky a rusky, domluví se též německy a polsky.

## Soukromý život

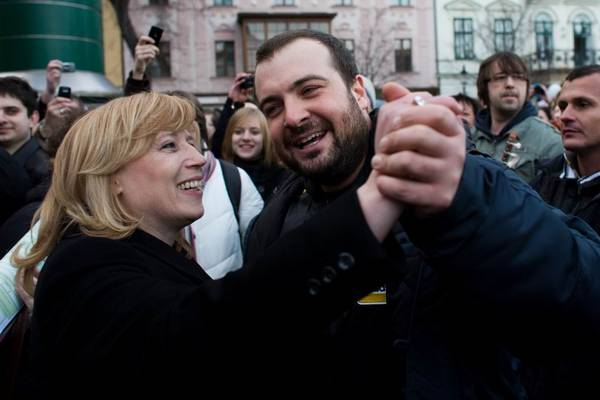
Radičová spolu s Ivanem Táslerem na akci „Hráme za Ivetu“, Hviezdoslavovo námestie v Bratislavě, 2009

Narodila se a vyrostla v Bratislavě manželům Karafiátovým. Její otec se pokoušel prosadit jako novinář. Poté se stal jazykovým korektorem v tiskárně. Podle jejích slov její rodina patřila finančně do nižší třídy. Na svět přišla jako druhé dítě, avšak její starší bratr zemřel v inkubátoru před jejím narozením. Své dětství a svoji rodinu označila za emoční blahobyt.
Se svým manželem Stanislavem Radičem, byl na Slovensku známým moderátorem, scenáristou a kabaretiérem, se seznámila během studií na vysoké škole. Má s ním jedno dítě. Ovdověla v roce 2005. V roce 2006 navázala vztah s o 12 let mladším Jánem Riapošem, předsedou Slovenského paralympijského výboru. Rozešli se o tři roky později. Jelikož v roce 2009 již byla známá politička, nevyhnula se zájmu médií.
V současnosti žije s dcerou Evou a zetěm v Nové Dedince.